# Katholieke Oratorium Vereniging
De Katholieke Oratorium Vereniging (KOV) is een - van oorsprong - katholiek Oratoriumkoor in de Nederlandse stad Groningen. Het koor werd in 1938 opgericht door Bernard Sleumer (1910-2008), op dat moment organist van de Sint-Franciscuskerk in Groningen. Hij zou vijfendertig jaar het koor dirigeren. Nadien zou het koor - opnieuw vijfendertig jaar - gedirigeerd worden door Chris Fictoor, de directeur van het Prins Claus Conservatorium.  Vanaf 2009 was Bram van der Beek dirigent. Hij werd in 2017 opgevolgd door Leendert Runia.
Het koor bestaat uit ongeveer 120 zangers. Het repertoire van het koor omvat alle grote oratoria van met name de negentiende en twintigste eeuw. De KOV treedt regelmatig op met het Noord Nederlands Orkest. Een traditioneel werk op het repertoire van de KOV is het Requiem van Verdi dat in de zeventig jaar van haar bestaan, in totaal zestien keer werd uitgevoerd. Ook Ein Deutsches Requiem van Brahms werd een aantal maal door de Oratoriumvereniging uitgevoerd. Het koor treedt regelmatig op in De Oosterpoort en in de Martinikerk.